# Jetstar Airways
Jetstar Airways – australijska tania linia lotnicza z siedzibą w Melbourne. Głównym węzłem jest port lotniczy Melbourne.

## Flota
Według stanu na sierpień 2025 flota Jetstar Airways składała się z 90 samolotów o średnim wieku 10,4 lat:
| Samolot         | Samolot | Samolot   | Liczba miejsc | Liczba miejsc | Liczba miejsc | Uwagi                     |
| Model           | Aktywne | Zamówione | B             | E             | Łącznie       | Uwagi                     |
| --------------- | ------- | --------- | ------------- | ------------- | ------------- | ------------------------- |
| Airbus A320-200 | 48      | –         | –             | 186           | 186           |                           |
| Airbus A320-200 | 48      | –         | –             | 180           | 180           |                           |
| Airbus A320neo  | 5       | –         | –             | 188           | 188           |                           |
| Airbus A321-200 | 6       | –         | –             | 230           | 230           |                           |
| Airbus A321neo  | 20      | 20        | –             | 232           | 232           | W trakcie dostawy od 2022 |
| Boeing 787-8    | 11      | –         | 21            | 314           | 335           |                           |
| Łącznie         | 90      | 20        |               |               |               |                           |

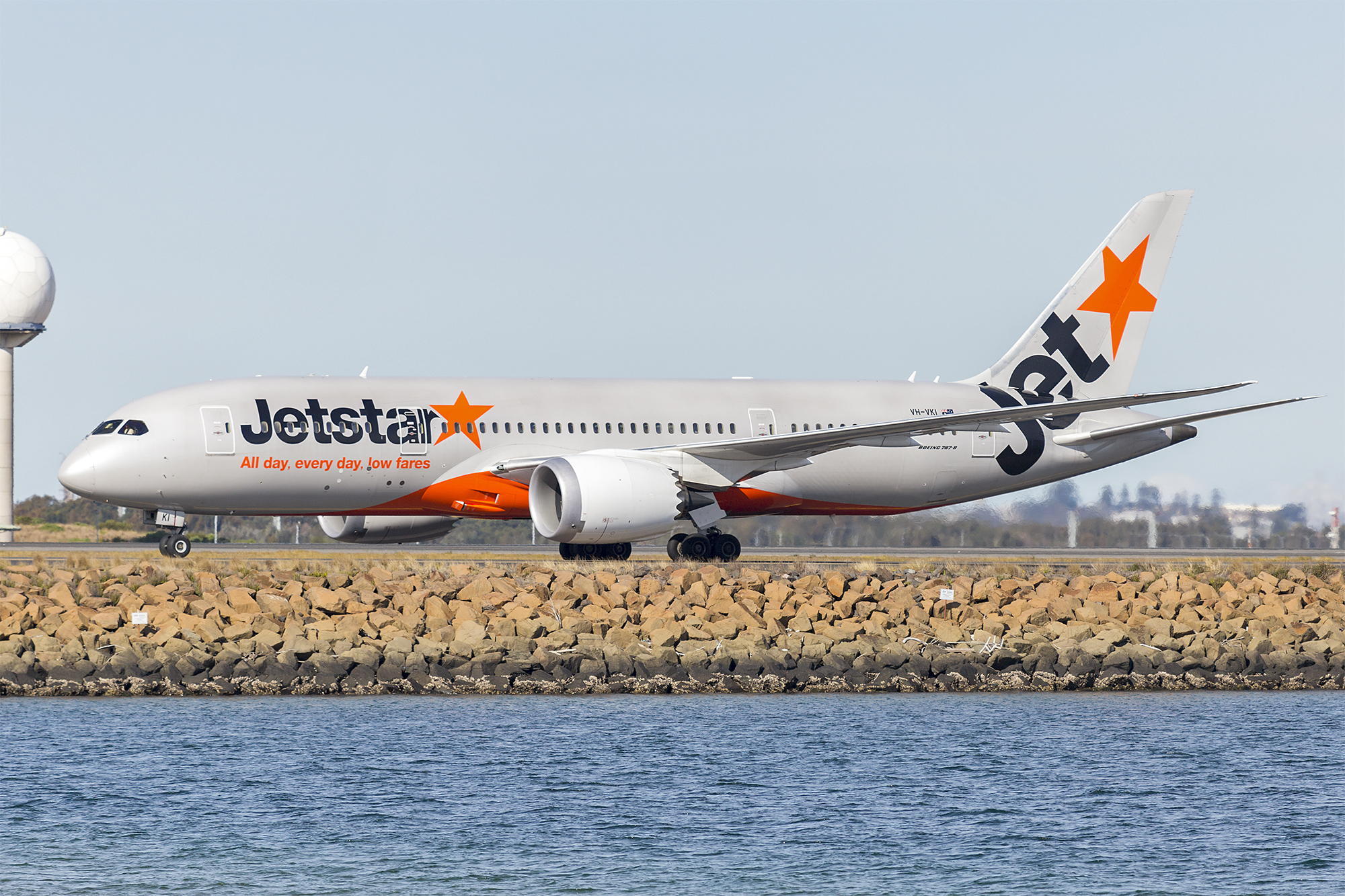
Boeing 787-8 linii Jetstar na lotnisku w Sydney
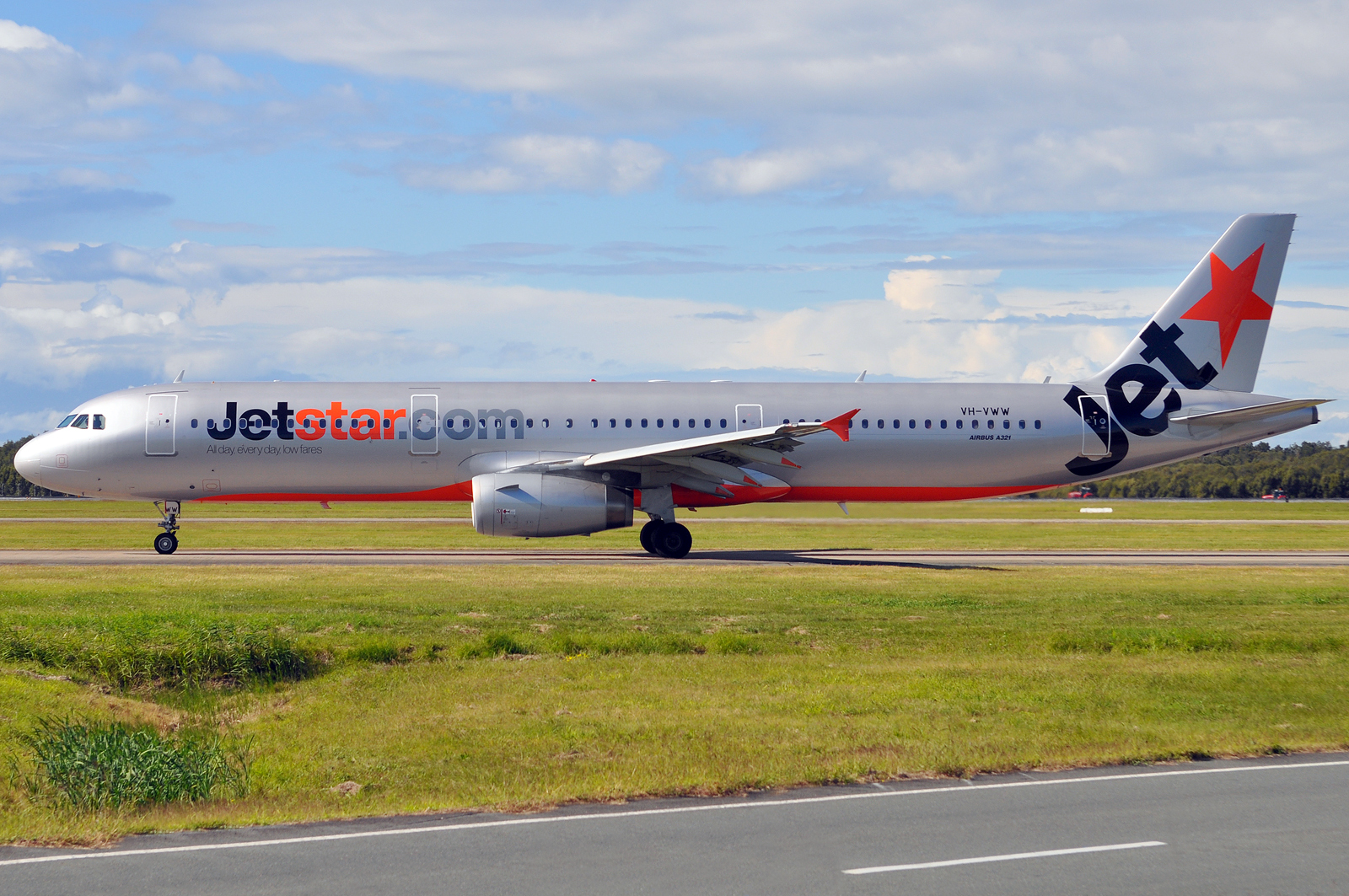
Airbus A321-231 Jetstar Airways w porcie lotniczym Brisbane
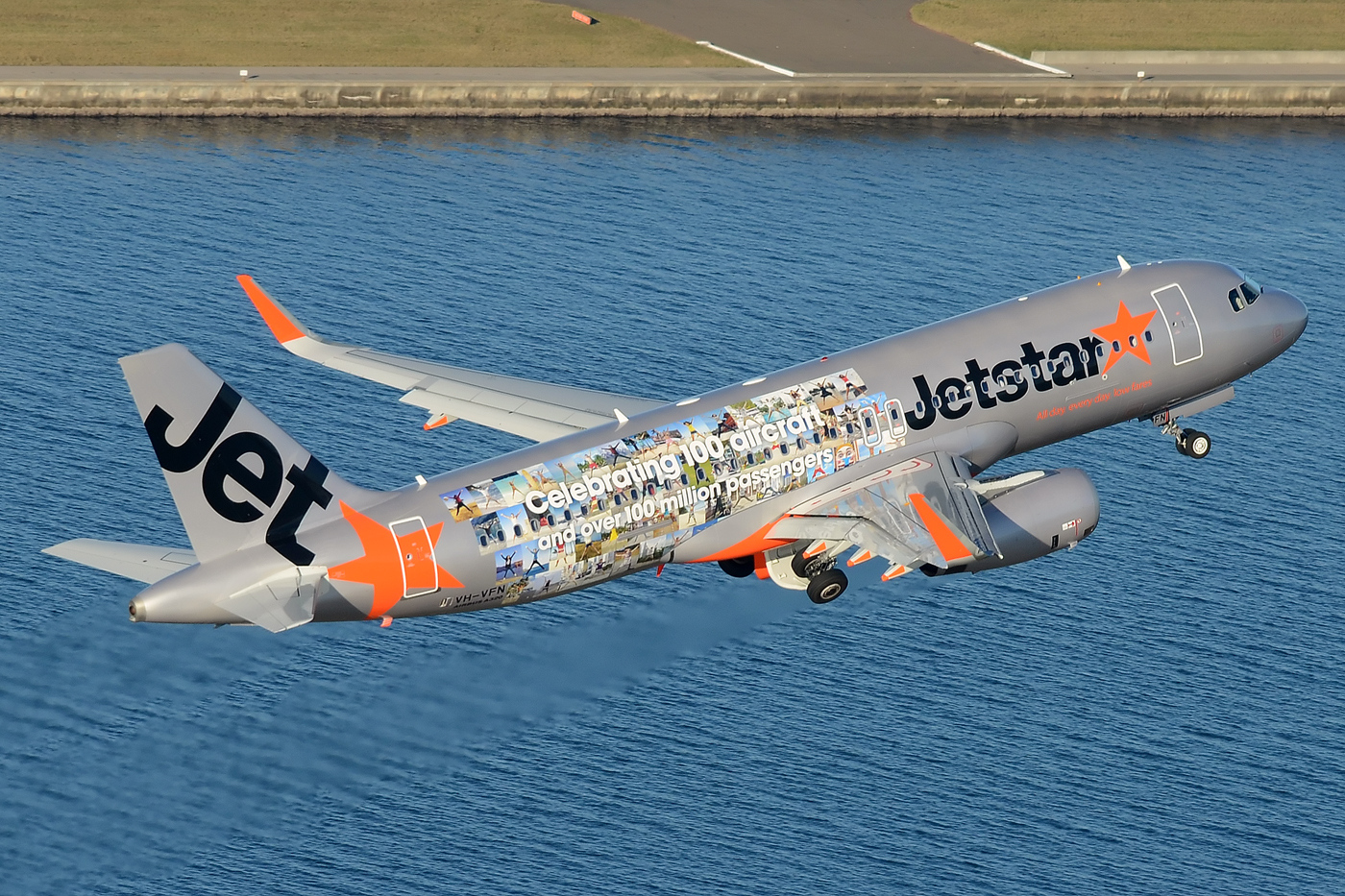
Airbus A320-232 w specjalnym malowaniu z okazji dostawy setnego samolotu